# Risebo (naturreservat)
Risebo är ett naturreservat i Västerviks kommun i Kalmar län.
Området är naturskyddat sedan 2010 och är 107 hektar stort. Reservatet omfattar två delområden vilka varit utmarker till byn Risebo. Det består av tidigare betesmark och barrskog.